# Лазурная танагра-медосос
Лазурная танагра-медосос (лат. Cyanerpes lucidus) — птица из семейства танагровых (Thraupidae).

## Описание
Лазурная танагра-медосос достигает длины до 10 см и массы 10—11 г. Самый характерный признак обоих полов — это чёрный, тонкий и несколько согнутый клюв. Ноги окрашены в ярко-жёлтый цвет и имеют чёрные когти. Отличаются полы легче всего по окраске оперения. Оперение самца лиловое, иногда с синеватым отблеском. Крылья, область шеи, хвост, а также участок лица между глазами и основанием клюва окрашены в чёрный цвет. У самки спина имеет зеленоватую окраску. Голова также окрашена в зеленоватый цвет с синеватым отблеском. На боках шеи можно увидеть немного светло-коричневый отблеск. На брюхе оперение синеватое. Молодые птицы очень похожи на самку, при этом в области головы и груди у них больше синего оперения. 

## Распространение
Лазурная танагра-медосос распространена в далёких частях тропической и субтропической Центральной Америки. Главная зона распространения охватывает Белиз, северо-западную Колумбию, Коста-Рику, Гватемалу, Гондурас, южную Мексику, Никарагуа, а также Панаму. Естественное жизненное пространство ограничивается влажной равниной. Особенно часто вид можно встретить в светлых лесах и на опушках леса. Птиц можно встретить также поблизости от человека, в частности, на плантациях какао и цитрусовых.

## Питание
Лазурная танагра-медосос питается преимущественно нектаром, в незначительном количестве также спелыми ягодами, а также мелкими насекомыми. Птенцы питаются исключительно насекомыми. Клюв оптимально приспособлен для сбора нектара. Нельзя отрицать появление конвергентного сходства с колибри. Танагра-медосос собирает нектар иначе, чем колибри. Она садится при приёме пищи на ветвь. Поиски корма проходят преимущественно в кроне дерева.

## Размножение
Лазурная танагра-медосос достигает половой зрелости к началу второго года жизни. Время тока начинается весной и может продолжаться вплоть до раннего лета. Самка строит чашеобразное гнездо на дереве. Оно имеет скудную выстилку. Кладка состоит из 2 яиц, которые насиживаются самкой от 12 до 13 дней. Выводковый период составляет примерно 2 недели. На третьей неделе жизни молодые птицы вылетают. Продолжительность жизни птиц достигает 10 лет.

## Подвиды
- C. l. isthmicus — Bangs, 1907
- C. l. lucidus — Sclater & Salvin, 1859